# Oreste Rosa
Oreste Rosa (Balzola, 1894 – Balzola, 30 aprile 1978) è stato un calciatore italiano, di ruolo centrocampista.

## Caratteristiche tecniche
Giocava come centromediano o mediano.

## Carriera

### Club
Giunse al Casale nella stagione 1913-1914, proveniente dall'Istituto San Giuseppe di Vercelli. Al primo campionato in Prima Categoria vinse il titolo, scendendo in campo 27 volte; nella seguente stagione trovò meno spazio e giocò 9 delle 13 partite disputate dal Casale in Prima Categoria. Nella Coppa Federale 1915-1916 giocò un solo incontro, il 6 febbraio 1916 contro l'Unione Sportiva Vercellese. Lasciò il Casale dopo la Prima Categoria 1919-1920.

## Statistiche

### Presenze e reti nei club
| Stagione        | Squadra         | Campionato      | Campionato | Campionato | Totale   | Totale |
| Stagione        | Squadra         | Comp            | Presenze   | Reti       | Presenze | Reti   |
| --------------- | --------------- | --------------- | ---------- | ---------- | -------- | ------ |
| 1913-1914       | Casale          | PC              | 27         | 0          | 27       | 0      |
| 1914-1915       | Casale          | PC              | 9          | 0          | 9        | 0      |
| 1915-1916       | Casale          | CF              | 1          | 0          | 1        | 0      |
| Totale Casale   | Totale Casale   | Totale Casale   | 37         | 0          | 37       | 0      |
| 1919-1920       | Casale          | PC              | 12         | 0          | 12       | 0      |
| Totale carriera | Totale carriera | Totale carriera | 49         | 0          | 49       | 0      |

## Palmarès

### Club

#### Competizioni nazionali
- Campionato italiano: 1

Casale: 1913-1914